# Mario Majoni
Mario Majoni (Quarto dei Mille, 27 mei 1910 – Genua, 16 augustus 1985) was een Italiaans waterpolospeler.
Majoni nam als waterpoloër een keer deel aan de Olympische Spelen; in 1948. In 1948 maakte hij deel uit van het Italiaanse team dat het goud wist te veroveren. Hij speelde drie wedstrijden.
Ermenegildo Arena · 
Emilio Bulgarelli · 
Pasquale Buonocore · 
Aldo Ghira · 
Mario Majoni · 
Geminio Ognio · 
Gianfranco Pandolfini · 
Tullo Pandolfini · 
Cesare Rubini · 
Luigi Fabiano (R) ·
Alfredo Toribolo (R)